# Vereniging van Ridders in de Militaire Willems-Orde, genaamd Wilhelmina
Van de op 11 april 1902 bij Koninklijk Besluit goedgekeurd en in Amsterdam opgerichte Vereeniging van Ridders in de Militaire Willems-Orde, genaamd Wilhelmina is weinig bekend. Misschien was de oprichting een reactie op het "typisch Haagse" karakter van de 12 jaar oudere Vereeniging onder de zinspreuk Moed, Beleid en Trouw. De vereniging is niet een van de verenigingen die na enige fusies deel is geworden van de huidige Koninklijke Vereniging van Ridders der Militaire Willems-Orde.